# 배정기
배정기(裵貞基, 1891.2.25~불명, 함경북도 회령군 출생)은 일제강점기의 기업인이다. 1912년부터 목재업에 종사하여 무산(茂山) 및 만주 일대에서 벌목한 나무로 뗏목을 만들어 두만강을 통해 회령까지 운반하는 사업을 펼쳤다. 무산에 200마력의 증기제재공장을 시작으로 신참공장(新站工場), 청진공장(淸津工場)을 설립하는 등 이북에서 목재업을 성공시켰다.
사업의 확장을 위하여 1945년 초 서울로 이주하여 조선건축사와 조선전기공업주식회사 등을 경영하였으며, 기타 토지, 건축, 광업방면에서 사업수완을 발휘하였으나 한국전쟁의 발발로 납북되고 사업체 등은 해체되었다.
세브란스 의학교 등 조선의 교육 사업에 많은 투자를 한 것으로 알려져 있다.